# St. Georg (Neustadt an der Waldnaab)

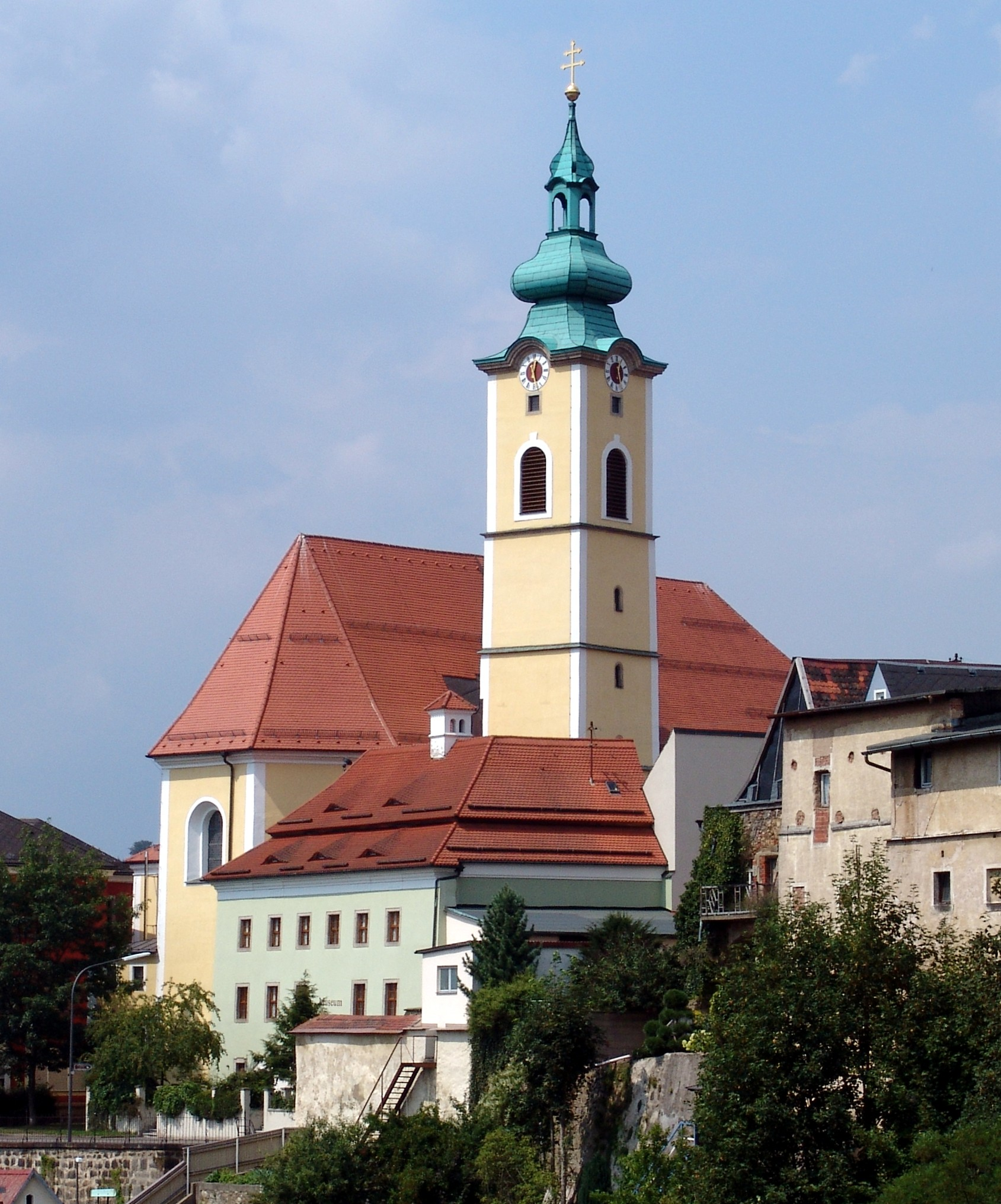
Pfarrkirche St. Georg

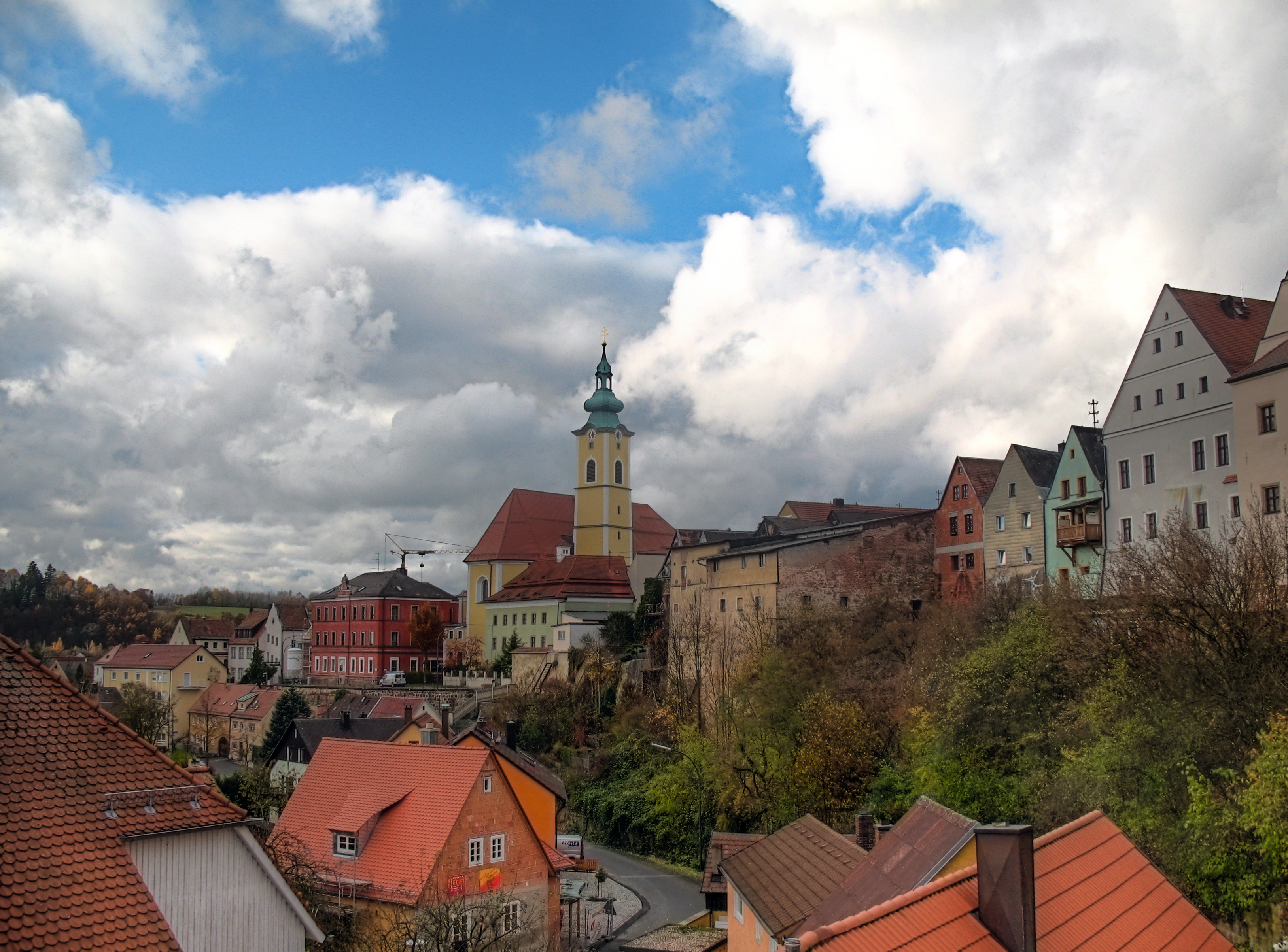
Kirche im Stadtbild

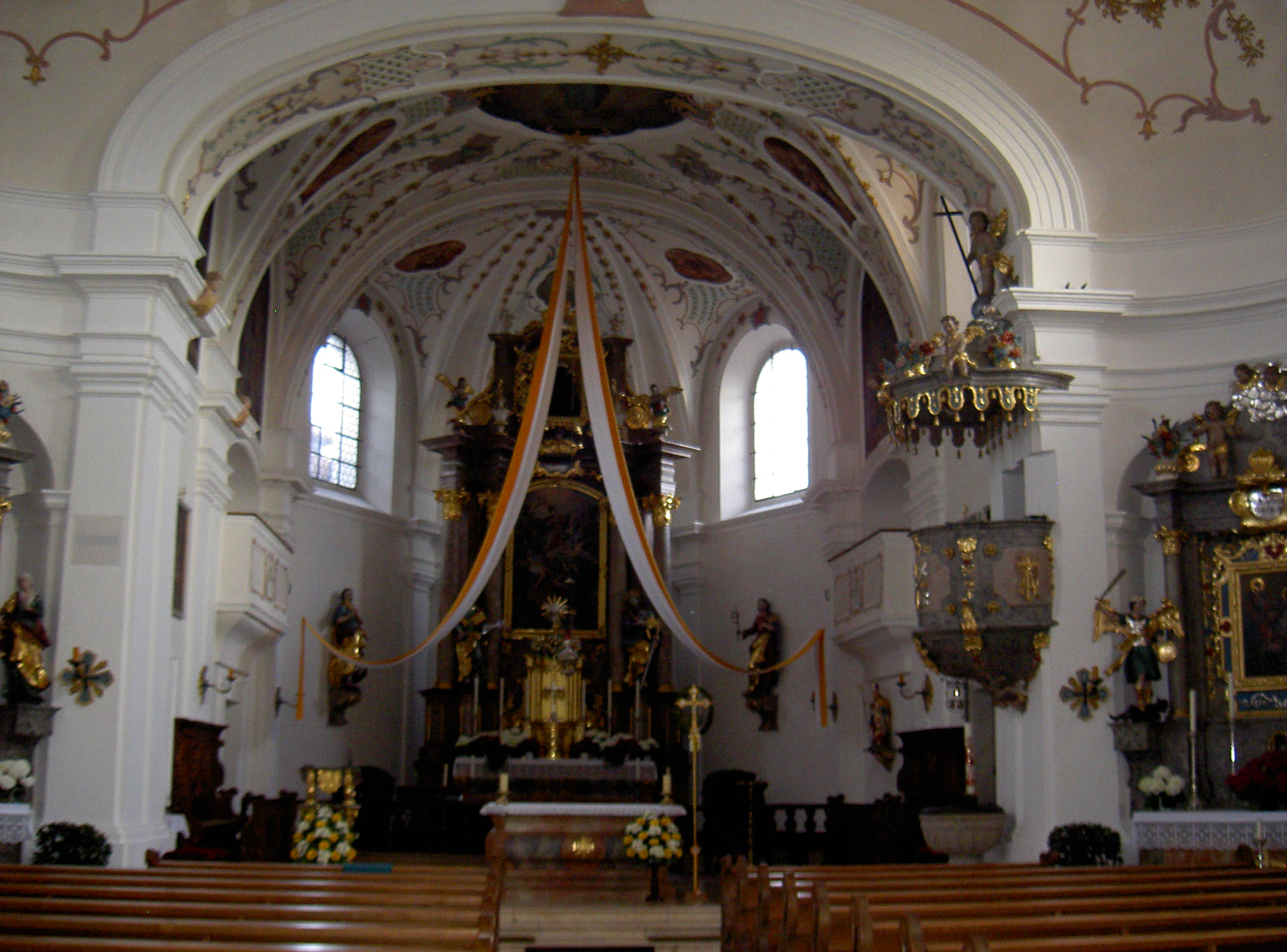
Innenansicht

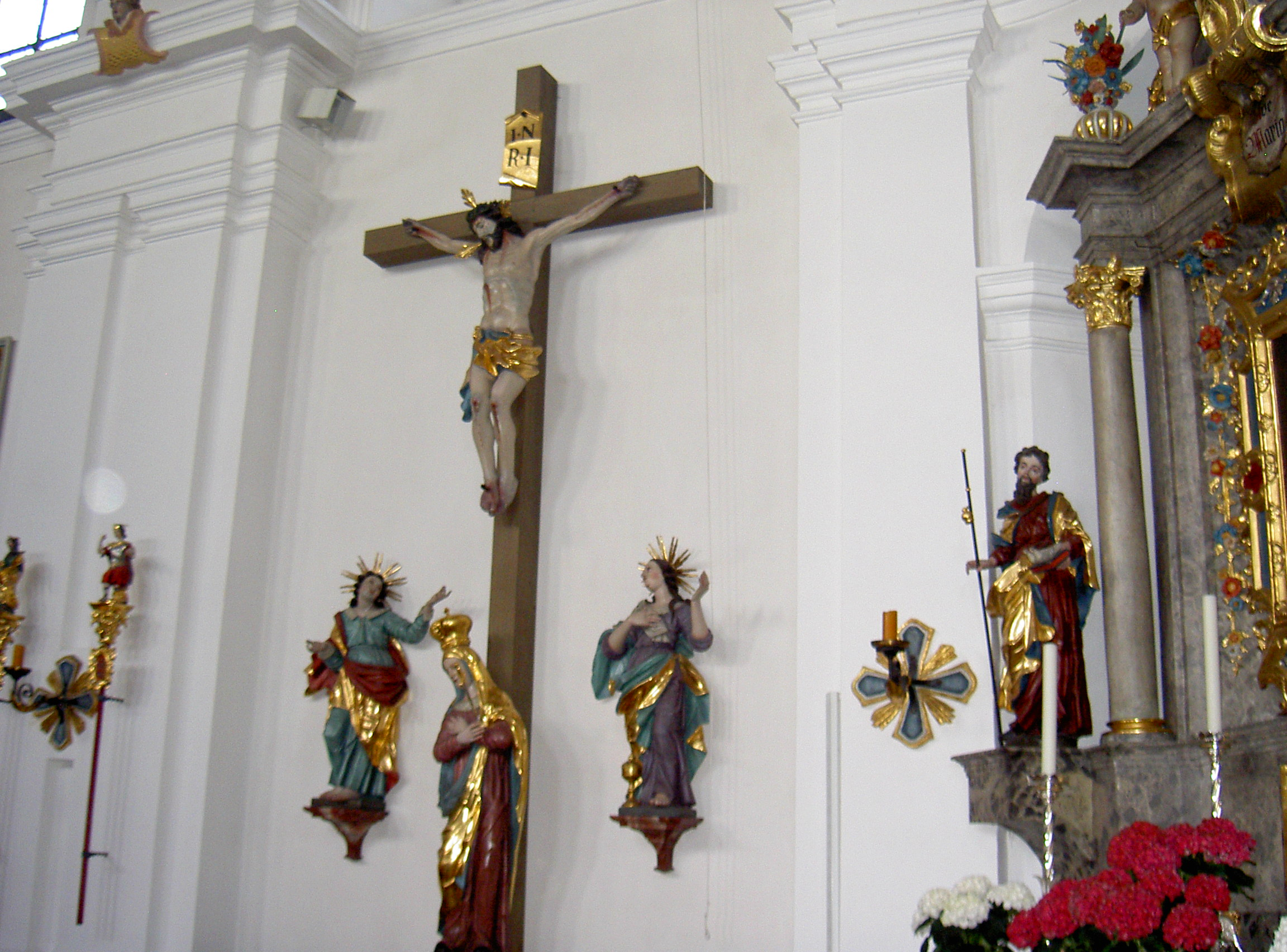
Kreuzigungsgruppe

Die römisch-katholische Pfarrkirche St. Georg in Neustadt an der Waldnaab (Oberpfalz) im Bistum Regensburg. Die Georgskirche aus der Barockzeit wurde in ihrer heutigen Form im Jahr 1735 erbaut.

## Geschichte
Die erste urkundliche Erwähnung der Kirche St. Georg, damals „St. Jörg“, stammt aus dem Jahr 1340. Sie bildet die südwestliche Ecke des Stadtplatzes.
1607 wurde an der Ostseite der Kirche ein neuer Turm errichtet, welcher heute noch steht und die unteren Geschosse des Kirchturms bildet.
1702 wurde ein angrenzendes Haus zur Vergrößerung der Kirche erworben, was jedoch erst 30 Jahre später durchgeführt wurde. Zu diesem Zeitpunkt war das Gebäude bereits so verfallen, dass eine neue Kirche errichtet wurde. Für Pläne und Bauausführung zeichnete Johann Leonhard Mayer, der Neustädter Stadtbaumeister, verantwortlich.

## Kirchturm
Der alte Turm der Kirche mit Spitzdach wurde 1607 durch einen neuen Turm an der Ostseite des Gebäudes, errichtet von den Maurermeistern Veit Lippert und Jörg Hopf, ersetzt. Zum Bau des neuen Turms wurden Steine der verfallenen Burg von Störnstein verwendet, während die Erhöhung des Turms auf fünf Geschosse im 18. Jahrhundert mit Ziegelmauerwerk vorgenommen wurde, so dass der Übergang zwischen altem und neuem Teil im Inneren des Turms gut zu erkennen ist.
Bis 1794 trug der Turm eine Kuppel in Zwiebelform. Im Zuge der Erhöhung erhielt der Turm ein Fach mit doppelter Kuppel und Laterne, errichtet vom Neustädter Zimmermann Johann Wolfgang Näger. 1823 wurde die Stadtuhr vom Rathaus auf den Kirchturm verlegt.

## Geläut
Die Weltkriegsfolgen hatten eine erhebliche Auswirkung auf die wechselhafte Glockengeschichte der Kirche. Die ursprünglichen Glocken aus dem 16. Jahrhundert sind heute nicht mehr erhalten. Die kleine Glocke wurde 1574 von dem Tachauer Glockengießer Hans Stayn gefertigt und trug die Umschrift der vier Evangelisten. Die Sterbeglocke war aus dem Jahr 1705, die Große stammte aus dem Jahr 1736 und wurde von Silvius Kleeblatt aus Amberg gegossen. Die mittlere Glocken stammte aus dem Jahr 1819 und wurde von Josef Bertold in Amberg gefertigt. 1917 wurden die Mittlere, 1918 die Große und die Sterbeglocke eingezogen. Nach dem Ersten Weltkrieg wurden unter Aufgabe des restlichen historischen Geläuts drei neue Glocken von Leonhard Lorenz aus Passau angefertigt, 1928 folgte eine weitere von der Gugg´schen Glockengießerei in Passau. Als Sterbeglocke diente die alte Friedhofsglocke, die Johann Schelchshorn 1663 goss. 1928 wurden elektrische Läutemaschinen von Fritz Höltl in Hegge installiert. Im Zweiten Weltkrieg wurden wiederum vier Glocken zu Kriegszwecken eingezogen.
Die derzeitigen vier Glocken im Turm von St. Georg wurden im Jahr 1949 von der Glockengießerei Otto in Bremen-Hemelingen gegossen. Am 23. September 1949 kamen die neuen die Glocken in Neustadt an. Sie haben ein Gesamtgewicht von 3825 kg und kosteten insgesamt 25036,00 DM (12800.70 €)
| Nr. | Name                    | Masse (kg) | Schlagton | Ø (mm) | Inschrift |
| 1   | Erzengel-Michael-Glocke | 1900       | des1      | 1450   | Soli Deo Gloria, duce Michaele Archangelo (Gott allein die Ehr, unter Führung des Erzengel Michael)                                 |
| 2   | Sankt-Georg-Glocke      | 950        | f1        | 1150   | Sancti Georgi, protega parochi tuam, Neustadt a. d. Waldnaab 1949 (Heiliger Georg, beschütze deine Pfarrei Neustadt a. d. Waldnaab) |
| 3   | Marienglocke            | 575        | as1       | 970    | Sancta Dei genitrix, ora prototum 1949 (Heilige Gottesgebärerin, bitte für alle)                                                    |
| 4   | Sankt-Martin-Glocke     | 400        | b1        | 860    | Sancte Martine, exora novum civitatem 1949 (Heiliger Martin, erhöre Neustadt)                                                       |

Die Turmuhr wurde stündlich vom Türmer nachgeschlagen, bis das Nachschlagwerk 1924 an die elektrische Uhr angeschlossen wurde. Aus statischen Gründen wurde 1976 ein neuer Glockenstuhl von der Firma Perner eingebaut, der den Hölzernen ersetzte.

### Türmer
Das Amt des Türmers ist in Neustadt urkundlich nachweisbar seit dem 16. Jahrhundert. Als Angestellter der Stadt hielt der Türmer auf dem Turm ständige Brandwache und erfüllte weitere Aufgaben, wie etwa das Blasen vom Turm um 4 Uhr morgens, 11 Uhr mittags und 18 Uhr abends sowie an Feiertagen, das Nachschlagen der Turmuhr usw.

## Orgel

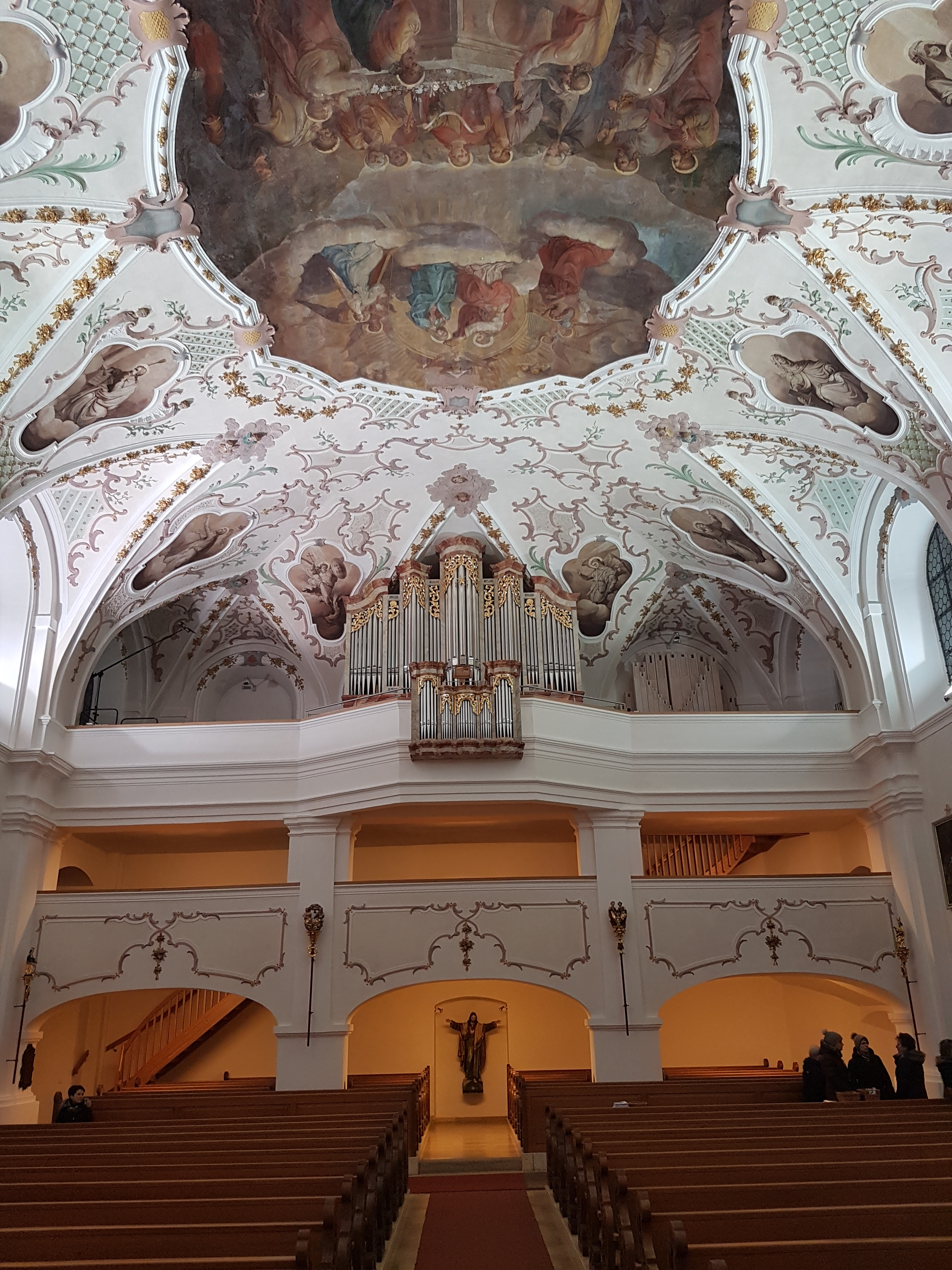
Orgel

Die Kirche ist mit einer Orgel aus der Bauzeit ausgestattet. 2007 wurde das Instrument durch die Orgelbaufirma Thomas Jann (Laberweinting) umfassend restauriert und neu strukturiert. Unter Wiederverwendung des Pfeifenmaterials der Orgelbaufirma Weise aus dem Jahr 1974 wurde die Disposition der Einzelwerke geringfügig ergänzt. Neu ist das Auxilairewerk (Einzeltonladen), das sich in einem Schwellkasten befindet. Die Register des Auxiliare können separat auf jedem Manual- und auf dem Pedalwerk angespielt werden. Das Instrument hat heute 32 Register, dazu noch 5 extendierte Register im Auxiliare, dessen Register können separat auf jedem Manual und Pedal registriert werden.
| I Rückpositiv C–g3 |              |    |
| 1.                 | Holzgedackt  | 8′ |
| 2.                 | Bleigedackt  | 4′ |
| 3.                 | Principal    | 2′ |
| 4.                 | Scharff III  | 1′ |
| 5.                 | Rohrschalmey | 8′ |
|                    | Tremulant    |    |

| II Hauptwerk C–g3 |           |       |
| 6.                | Principal | 8′    |
| 7.                | Waldflöte | 8′    |
| 8.                | Octave    | 4′    |
| 9.                | Octave    | 2′    |
| 10.               | Mixtur V  | 1 ⁄3′ |
| 11.               | Trompete  | 8′    |

| III Schwellwerk C–g3 |               |        |
| 12.                  | Rohrflöte     | 8′     |
| 13.                  | Salicional    | 8′     |
| 14.                  | Principal     | 4′     |
| 15.                  | Holzflöte     | 4′     |
| 16.                  | Blockflöte    | 2′     |
| 17.                  | Quinte        | 2 ⁄3′  |
| 18.                  | Terz          | 1 3⁄5′ |
| 19.                  | Sifflöte      | 1 ⁄3′  |
| 20.                  | Mixtur II-III | 1′     |
|                      | Tremulant     |        |

| Pedal C–f1 |                |         |
| 21.        | Offenbaß       | 16′     |
| 22.        | Großquinte     | 10 2⁄3′ |
| 23.        | Octavbaß       | 8′      |
| 24.        | Flötbaß        | 8′      |
| 25.        | Choralbaß      | 4′      |
| 26.        | Hintersatz III | 2 ⁄3′   |
| 27.        | Posaune        | 16′     |

| Auxiliare C–g3 |                                  |     |
| 28.            | Bourdon                          | 16′ |
| 29.            | Gamba                            | 8′  |
| 30.            | Vox Coelestis (ab c0)            | 8′  |
| 31.            | Fagott                           | 16′ |
| 32.            | Trompete                         | 8′  |
| 33.            | Oboe (Nr. 31)                    | 8′  |
| 34.            | Bourdon (Nr. 28)                 | 8′  |
| 35.            | Gamba (Nr. 29)                   | 4′  |
| 36.            | Bourdon (Nr. 28)                 | 4′  |
| 37.            | Trompete (Nr. 32) (nur im Pedal) | 4′  |
|                | Tremulant                        |     |

- Koppeln:
  - Normalkoppeln: I/II, III/II, III/I, I/P, II/P, III/P
  - Superoktavkoppeln: III/I, III/II, III/III
  - Suboktavkoppeln: III/I, III/II, III/III
- Nebenregister: Cymbelstern
- Spielhilfen:  Elektronische Setzeranlage mit 3 Bereichen à 30 × 8 × 8 Kombinationen. Zu jeder Setzerposition können bis zu drei Inserts programmiert werden. Registercrescendo, Einzelzungenabsteller, Registerfessel, USB-Schnittstelle, Setzerverwaltung mit „pro organo pleno“
- Stimmung: Neidhardt III („für eine große Stadt“)

## Sonstige Ausstattung
Von Thaddäus Rabusky aus Neustadt stammen das Gemälde des heiligen Georg am barocken Hochaltar sowie die Kreuzwegstationen. Ein weiterer Altar ist Johannes Nepomuk gewidmet.